# 広島県道376号立花池田線
広島県道376号立花池田線（ひろしまけんどう376ごう たちばないけだせん）は、広島県尾道市を通る一般県道である。

## 概要
尾道市向島町立花から尾道市向島町に至る。
向島を南北に横断する唯一の県道。当初は広島県道立花川尻線といい、西瀬戸自動車道（瀬戸内しまなみ海道）向島IC東側で国道317号に出る経路をとっていたが、1978年（昭和53年）11月14日広島県告示第1,023号で現行の路線名称および経路に変更された。全線1.5 - 2車線である。

### 路線データ
- 起点：尾道市向島町立花（広島県道377号向島循環線交点）
- 終点：尾道市向島町（東西橋交差点、国道317号交点）
- 総延長：約6.1 km

## 歴史
1978年（昭和53年）11月14日 -広島県告示第1,023号により路線認定。

## 地理

### 通過する自治体
- 尾道市

### 交差する道路
| 交差する道路                           | 交差する場所 | 交差する場所        |
| -------------------------------------- | ------------ | ------------------- |
| 広島県道377号向島循環線                | 向島町立花   | 起点                |
| 国道317号 広島県道377号向島循環線 重複 | 向島町       | 東西橋交差点 / 終点 |

### 沿線
- 立花自然活用村
- 高見山 - 広島県東部の放送拠点。各放送局の尾道局とはここのこと。
- 向島洋らんセンター